# Homalomena gadutensis
Homalomena gadutensis är en kallaväxtart som beskrevs av Mitsuru Hotta. Homalomena gadutensis ingår i släktet Homalomena och familjen kallaväxter.
Artens utbredningsområde är Sumatera. Inga underarter finns listade.